# Umberto Silvagni
Umberto Silvagni (Perugia, 7 gennaio 1862 – Bologna, 23 giugno 1941) è stato un giornalista e politico italiano.

## Biografia
Comincia l'attività di giornalista nel 1879 al Corriere delle Marche, dove pubblica una serie di articoli sulla necessità per l'Italia di dotarsi di grandi corazzate e riceve il plauso dell'ammiraglio Benedetto Brin. Liberale di stampo conservatore, nazionalista acceso, affine alla politica di Francesco Crispi e per qualche tempo segretario particolare di Antonio di Rudinì, nella prima parte della sua vita ha sostenuto le ragioni del Risorgimento e in modo particolare ha esaltato la gloria e la grandezza di Roma capitale, pubblicando libri sulla sua storia e sugli scavi archeologici effettuati e da avviare. Fascista della prima ora, dopo l'ascesa di Mussolini al governo ha sostenuto con rinnovato vigore la redenzione dell'agro pontino e le opere degli italiani nel mondo. Ha diretto i quotidiani Il Resto del Carlino, L'Opinione di Roma e Rassegna dei lavori pubblici. Ha scritto sulle colonne dei giornali Corriere della Sera, l'Adriatico, Il giornale di Roma, Il Mattino, la Gazzetta di Venezia e l'Esercito italiano. 

## Opere
- Bozzetti di storia patria - Ancona, 1879
- Le colonie e l'avvenire d'Italia - Firenze 1880
- Napoleone Bonaparte e i suoi tempi - Roma, 1894
- Le vicende di Roma durante venticinque anni. Appunti economici edilizi - Roma, 1895
- L'impero e le donne dei Cesari - Roma, 1902
- Italia, Francia e triplice: studio storico e politico - Roma, 1903
- Les revendications nationales italiennes au congress de la paix - Roma, 1919
- Comedìe e tragedìe della storia - Prima serie, Milano, Athena, 1926
- Fra gli orrori della storia - Milano Athena, 1928
- Il cardinal Mazzarino: ricerche nuove e documenti inediti - Torino, Bocca, 1928
- Congiure celebri e regicidi - Milano, Athena, 1928
- Giulio Cesare - Torino, Bocca, 1930
- Grandi capitani di Roma antica - Bologna, Cappelli, 1931
- Comedìe e tragedìe della storia - Seconda serie, Milano, Athena, 1931
- Il vitupero dell'idioma - Milano, Bocca, 1938